# Vili Auvinen
Vili Auvinen (11 de noviembre de 1931 – 2 de agosto de 1996) fue un actor, director y guionista finlandés.

## Biografía
Su nombre completo era Vilho Emil Auvinen, y nació en Lohja, Finlandia, siendo sus padres los actores Vilho Auvinen y Hellin Auvinen-Salmi, motivo por el cual conoció desde su infancia el mundillo teatral. Además de actriz, su madre fue también educadora y directora teatral, y su padre actuó con él y con su hermana Hely en la película de 1941 Kulkurin valssi
Auvinen inició su carrera teatral en el Kaupunginteatteri de Varkaus en 1949, trabajando en dicho teatro hasta 1951. Inició su carrera como director teatral a principios de los años 1960 en el Työväen Teatteri de Tampere, empresa a la que llegó en 1953 como actor.
Auvinen fue un maestro del ritmo escénico, y se hizo conocido por sus adaptaciones de obras de Dario Fo. Su mayor éxito teatral fue su adaptación de la pieza de Teuvo Pakkala Tukkijoki, que representó durante siete años en el Työväen Teatteri. Auvinen dirigió también la obra en el Teatro Nacional de Finlandia, donde obtuvo un éxito similar. Tukkijoella, que se consideraba una obra anticuada para el teatro del momento, fue actualizada y representada con éxito gracias a las canciones de Oskar Merikanto y la coreografía de Thelma Tuulos.
Auvinen fue también actor cinematográfico, siendo su película más conocida la dirigida por Edvin Laine en 1955 Tuntematon sotilas, en la cual encarnaba a Asumaniemi. 
Para la televisión ganó fama con su trabajo como actor y director en la serie Heikki ja Kaija, en la cual también actuaba su esposa Eila Roine. También dirigió la serie Pertsa ja Kilu, basada en libros de Väinö Riikkilä, consiguiendo gran popularidad entre el público infantil y juvenil.
Vili Auvinen falleció en Tampere, Finlandia, en el año 1996. Con su esposa Eila Roine tuvo dos hijos, los actores Tommi y Janne Auvinen. 